# Мосальский, Тимофей Владимирович
Тимофей Владимирович Мосальский (ум. 1505) — князь, окольничий в Смоленске, наместник в Дубровно и посол во времена правления польского короля Казимира IV и Александра Ягеллончика. Рюрикович в XVII колене.
Сын князя Владимира Юрьевича и внук родоначальника рода Мосальских — Юрия Святославича получившего в удел часть Карачевского княжества с городом Мосальск.

## Биография
Польско-литовский подданный. Стоял во главе первого посольства, отправленного королём польским Казимиром к Ивану III Васильевичу в октябре 1487 года с требованием управы на то, что московские служилые князья и другие пограничные люди делают набеги на литовские области и грабят их. 8 октября принят Иваном III Васильевичем, "бил челом" и уехал из Москвы закончив посольство.
18 марта 1488 года вторично приехал в Москву во главе посольства от короля Казимира с теми же требованиями.
23 июля 1499 года третий раз приехал в Москву во главе посольства от великого князя Александра Янгеллончика с теми же претензиями.
Владелец, пожалованных ему королём польским имений — Друи и Радщизны с новосёлками в Смоленском повете. Имел судебное дело об имении Большово с князем Семёном Ивановичем Кобринским (1495). Из-за воин с московским княжеством лишился части наследственных владений и своих вотчин в Смоленской земле.
Умер в 1505 году.

## Семья
Жена: Духна (Анна) Семёновна урождённая Сапега (ум. 1579), дочь воеводы Подлясского Семёна Сунигайловича и Настасьи Сапеги. По смерти мужа получила с детьми королевскую подтвердительную грамоту на владение имением Друя.
Дети:
- Александр
- Пётр (ум. до 1561) — державец стоклишский, сомилишский и любошанский
- Юрий (ум. до 1561) — королевский дворянин
- Иван[1]

## Критика
Князь Тимофей Владимирович и всё его потомство ни в Бархатной книге, ни в других Русских родословцах — не значатся. Историк Николай Ефимович Бранденбург в 3-й части своей книги приводит подтвердительную грамоту короля Сигизмунда Августа (от 30 июня 1561), из которой видно ближайшее потомство князя Тимофея Владимировича.
Год смерти жены (1579) приводит в большое сомнение, если это верно, то она умерла столетней старухой, особенно если принять год смерти её мужа (1505), указанного у историка Н.Е. Бранденбурга.